# Garuga floribunda
Garuga floribunda är en tvåhjärtbladig växtart som beskrevs av Joseph Decaisne. Garuga floribunda ingår i släktet Garuga och familjen Burseraceae. Utöver nominatformen finns också underarten G. f. gamblei.